# Puig de Calmelles
Puig de Calmelles är en bergstopp i Spanien, på gränsen till Frankrike.   Den ligger i regionen Katalonien, i den östra delen av landet, 600 km öster om huvudstaden Madrid. Toppen på Puig de Calmelles är 736 meter över havet.
Terrängen runt Puig de Calmelles är varierad. Puig de Calmelles ligger uppe på en höjd som går i öst-västlig riktning.Runt Puig de Calmelles är det glesbefolkat, med 16 invånare per kvadratkilometer. Närmaste större samhälle är Llers, 17,5 km söder om Puig de Calmelles. I omgivningarna runt Puig de Calmelles växer i huvudsak blandskog.